# Sección 230
La Sección 230 es una parte del Título 47 del Código de los Estados Unidos, implementada como parte de la Ley de Decencia en las Comunicaciones de 1996, que constituye el Título V de la Ley de Telecomunicaciones de 1996. Esta sección proporciona generalmente inmunidad a los servicios informáticos en línea con respecto a los contenidos generados por usuarios de terceros. En su núcleo, la Sección 230(c)(1) confiere inmunidad de responsabilidad a los proveedores y usuarios de un "servicio informático interactivo" en relación con la divulgación de información proporcionada por usuarios de terceros:
La disposición establece que ningún proveedor o usuario de un servicio informático interactivo será considerado como el editor o portavoz de cualquier información proporcionada por otro proveedor de información.
La Sección 230(c)(2) también brinda la protección del "buen samaritano" contra la responsabilidad civil para los operadores de servicios informáticos interactivos que eliminen o moderen de buena fe material de terceros que consideren "obsceno, lujurioso, lascivo, sucio, excesivamente violento, acosador, o de otro modo objetable, sin importar si dicho material está o no protegido constitucionalmente".
La creación de la Sección 230 fue una respuesta a dos demandas contra plataformas de debate en línea a principios de la década de 1990, las cuales generaron diferentes interpretaciones sobre si los proveedores de servicios debían ser considerados como editores o distribuidores del contenido creado por sus usuarios. Los autores de esta sección, los representantes Christopher Cox y Ron Wyden, sostenían la idea de tratar a los servicios informáticos interactivos como distribuidores, eximiéndolos de la responsabilidad por el contenido que distribuían. Esta perspectiva se adoptó como un medio para proteger el creciente Internet de la época.
La Sección 230 fue promulgada como parte de la Ley de Decencia en las Comunicaciones (CDA) de 1996, comúnmente conocida como el Título V de la Ley de Telecomunicaciones de 1996. Esta sección está formalmente codificada como parte de la Ley de Comunicaciones de 1934, en el título 47 del Código de los Estados Unidos, bajo la sección 230 (U.S.C § 230). Después de la aprobación de la Ley de Telecomunicaciones, la CDA fue impugnada en los tribunales, y la Corte Suprema dictaminó en el caso Reno contra American Civil Liberties Union (1997) que era inconstitucional. Sin embargo, se determinó que la Sección 230 era separable del resto de la legislación y permaneció en vigor. Desde entonces, varios desafíos legales han confirmado la constitucionalidad de la Sección 230.
Las protecciones otorgadas por la Sección 230 no son ilimitadas y requieren que los proveedores eliminen el material ilegal a nivel federal, como en casos de infracción de derechos de autor. En 2018, la Sección 230 fue modificada por la Ley para detener la habilitación de traficantes sexuales (FOSTA-SESTA), imponiendo la obligación de eliminar material que infrinja las leyes federales y estatales sobre el tráfico sexual. En los años posteriores, las protecciones de la Sección 230 han enfrentado un mayor escrutinio, especialmente en cuestiones relacionadas con el discurso de odio y los sesgos ideológicos. Este escrutinio se intensificó debido al papel que las empresas tecnológicas pueden desempeñar en los debates políticos, convirtiéndose en un tema destacado durante las elecciones presidenciales de Estados Unidos en 2020, en particular en relación con las acusaciones de supuesta censura de perspectivas más conservadoras en las redes sociales.
Aprobada en una época en la que el uso de Internet apenas comenzaba a expandirse tanto en la cantidad de servicios como en la variedad de consumidores en los Estados Unidos, la Sección 230 ha sido comúnmente considerada como una ley fundamental que facilitó el desarrollo de Internet.

## Aplicación y límites
La Sección 230 consta de dos partes principales, ambas detalladas en la sección 230(c) bajo el título de "buen samaritano". Según la sección 230(c)(1, como se mencionó anteriormente, establece que un proveedor de servicios de información no será considerado como un "editor o portavoz" de la información proporcionada por otro proveedor. Por otro lado, la Sección 230(c)(2) otorga inmunidad de responsabilidad civil a los proveedores de servicios de información que opten por eliminar o restringir contenido en sus servicios que consideren "obsceno, lujurioso, lascivo, sucio, excesivamente violento, acosador o de otro modo objetable, sin importar si dicho material está o no protegido constitucionalmente", siempre y cuando esta acción se realice "de buena fe".
Al examinar la inmunidad proporcionada por la Sección 230, los tribunales suelen aplicar una triple prueba. Para beneficiarse de la inmunidad, el acusado debe cumplir con cada uno de estos tres requisitos:
1. El demandado debe ser un "proveedor o usuario" de un "servicio informático interactivo".
2. La causa de la acción invocada por el demandante debe tratar al demandado como el "editor o portavoz" de la información dañina en cuestión.
3. La información debe ser "proporcionada por otro proveedor de información", es decir, el demandado no debe ser el "proveedor de información" de la información dañina en cuestión.

La inmunidad otorgada por el Artículo 230 no es de alcance ilimitado. El estatuto excluye la responsabilidad penal federal (§230(e)(1)), las violaciones de la privacidad electrónica (§230(e)(4)) y las reclamaciones de propiedad intelectual (§230(e)(2)). Además, no hay inmunidad frente a las leyes estatales que sean consistentes con (§230(e)(3)), aunque las leyes penales estatales han prevalecido en casos como Backpage.com, LLC vs McKenna y Voicenet Communications, Inc. vs Corbett (coincidiendo en que "el lenguaje sencillo de la CDA proporciona inmunidad frente a leyes penales estatales inconsistentes"). Los tribunales han definido de manera relativamente estricta lo que constituye "publicación" según la CDA. El Noveno Circuito sostuvo que "la publicación implica revisar, editar y decidir qué publicar o retirar de la publicación del contenido de terceros". Por lo tanto, la CDA no otorga inmunidad con respecto al contenido que un proveedor de servicios interactivos crea o desarrolla completamente por sí mismo. Además, la inmunidad de la CDA no impide una acción basada en el impedimento promisorio.
Hasta mediados de 2016, los tribunales emitieron decisiones contradictorias respecto al alcance de la exclusión de propiedad intelectual establecida en el Artículo 230(e)(2). Por ejemplo, en Perfect 10, Inc. contra CCBill, LLC, el Tribunal de Apelaciones del Noveno Circuito dictaminó que la excepción para la Ley de Propiedad Intelectual se aplica solo a reclamaciones federales de propiedad intelectual, como la infracción de derechos de autor, la infracción de marcas registradas y patentes, o revocar un fallo de un tribunal de distrito, donde la excepción se aplica a las demandas de derecho de publicidad de la ley estatal. La decisión del Noveno Circuito en Perfect 10 entra en conflicto con las conclusiones de otros tribunales, incluido Doe contra Friendfinder. El tribunal de Friendfinder discutió y rechazó la interpretación del tribunal inferior de la "ley de propiedad intelectual" en CCBill y sostuvo que la inmunidad no alcanza a los reclamos estatales sobre el derecho de publicidad.
Desde la promulgación de la Sección 230, dos proyectos de ley adicionales han introducido límites adicionales a sus protecciones. Según la Ley de Derechos de Autor del Milenio Digital de 1998, los proveedores de servicios deben cumplir con requisitos adicionales relacionados con la infracción de derechos de autor para mantener las protecciones de puerto seguro contra la responsabilidad, como se define en el Título II de la DMCA (Ley de Limitación de Responsabilidad por Infracción de Derechos de Autor en Línea). Por otro lado, la Ley para Detener los Permisos de los Traficantes Sexuales (FOSTA-SESTA) de 2018 eliminó la protección de puerto seguro para los proveedores de servicios en lo que respecta a las leyes federales y estatales sobre el tráfico sexual.

## Antecedentes y transcurso
Antes de la era de Internet, la jurisprudencia establecía claramente una distinción de responsabilidad entre los editores y los distribuidores de contenido. Se esperaba que los editores tuvieran conocimiento del material que estaban publicando y, por lo tanto, deberían considerarse responsables de cualquier contenido ilegal que publicaran, mientras que los distribuidores probablemente no estarían al tanto y, por lo tanto, serían inmunes. Este principio quedó establecido en el caso de 1959, Smith contra California, donde la Corte Suprema determinó que responsabilizar al proveedor (en este caso, una librería) tendría "un efecto colateral de inhibir la libertad de expresión, haciendo que el individuo fuera más reacio a ejercerla".
A principios de la década de 1990, la adopción generalizada de Internet facilitó la participación de los usuarios en foros y otros contenidos generados por usuarios. Aunque esto contribuyó a la expansión del uso de Internet, también generó una serie de casos legales que responsabilizaban a los proveedores de servicios por el contenido generado por sus usuarios. Esta preocupación surgió a raíz de desafíos legales contra CompuServe y Prodigy, que fueron los primeros proveedores de servicios en ese momento. CompuServe afirmó que no intentaría regular lo que los usuarios publicaban en sus servicios, mientras que Prodigy contrató un equipo de moderadores para validar el contenido. Ambas empresas enfrentaron desafíos legales relacionados con el contenido publicado por sus usuarios.
En el caso de Cubby, Inc. contra CompuServe Inc., se determinó que CompuServe no era responsable, ya que, al permitir que todo el contenido no estuviera moderado, actuaba como un distribuidor y, por lo tanto, no era responsable del contenido difamatorio publicado por los usuarios. Sin embargo, en Stratton Oakmont, Inc. contra Prodigy Services Co., el tribunal concluyó que Prodigy, al asumir un rol editorial con respecto al contenido del cliente, era considerado un editor y, por lo tanto, era legalmente responsable de la difamación cometida por sus clientes. 
Los proveedores de servicios informaron a sus congresistas sobre estos casos, preocupados de que, si otros tribunales del país siguieran esos precedentes, podría obstaculizar el crecimiento de Internet. El representante estadounidense Christopher Cox (R-CA) leyó un artículo sobre los dos casos y consideró que las decisiones eran incorrectas. "Me di cuenta de que si esa regla se establecía firmemente, Internet se convertiría en el Salvaje Oeste y nadie tendría ningún incentivo para mantener Internet civilizado", afirmó Cox. 
En ese momento, el Congreso estaba elaborando la Ley de Decencia en las Comunicaciones (CDA), una parte de la Ley de Telecomunicaciones de 1996, que tenía como objetivo criminalizar el envío deliberado de material indecente u obsceno a menores. Una versión de la CDA había sido aprobada por el Senado bajo la dirección del senador J. James Exon (D-NE). La base de la industria tecnológica, con un considerable esfuerzo, reaccionó para persuadir a la Cámara de Representantes de que rechazara el proyecto de ley propuesto por Exon.
Basándose en la decisión judicial de Stratton Oakmont, el Congreso reconoció que exigir a los proveedores de servicios que bloquearan el contenido indecente los colocaría en una posición similar a la de los editores en el contexto de la Primera Enmienda. Esto los haría responsables de otros contenidos, como la difamación, que no estaban contemplados en la CDA existente. El representante Christopher Cox y su colega, el representante Ron Wyden (D-OR), redactaron la sección 509 del proyecto de ley de la Cámara, titulada Ley de Libertad en Internet y Empoderamiento Familiar. Esta se diseñó para anular la decisión de Stratton Oakmont, permitiendo así a los proveedores de servicios moderar el contenido según fuera necesario, sin la obligación de actuar de manera completamente neutral. La nueva disposición se incorporó al texto del estatuto propuesto mientras la CDA estaba en proceso de debate en la Cámara.
La Ley de Telecomunicaciones, que incluía la CDA de Exon y la disposición de Cox/Wyden, fue aprobada de manera casi unánime por ambas cámaras y promulgada por el presidente Bill Clinton en febrero de 1996. La sección de Cox/Wyden se convirtió en la Sección 509 de la Ley de Telecomunicaciones de 1996 y se estableció como una nueva Sección 230 de la Ley de Comunicaciones de 1934. Tras su aprobación, la parte de la CDA relacionada con la indecencia fue impugnada inmediatamente, dando lugar al caso de la Corte Suprema de 1997, Reno contra American Civil Liberties Union. El fallo de la Corte determinó que todas las secciones contra la indecencia de la CDA eran inconstitucionales, pero dejó intacta la Sección 230, junto con otras disposiciones de la ley.

## Impacto
La Sección 230 a menudo se denomina como "Las 26 palabras que hicieron Internet". La aprobación y la posterior historia legal que respalda la constitucionalidad de la Sección 230 se consideran fundamentales para el crecimiento de Internet durante la primera parte del siglo XXI. En conjunto con la Ley de Derechos de Autor del Milenio Digital (DMCA) de 1998, la Sección 230 proporciona a los proveedores de servicios de Internet un puerto seguro para operar como intermediarios de contenido sin temor a ser responsables de dicho contenido, siempre y cuando tomen medidas razonables para eliminar o prevenir el acceso a ese contenido.
Estas protecciones han permitido el desarrollo de aplicaciones experimentales y novedosas en el ámbito de Internet sin el temor a implicaciones legales, sentando las bases para los servicios modernos de Internet, como motores de búsqueda avanzados, redes sociales, transmisión de video y computación en la nube. Según estimaciones de NERA Economic Consulting en 2017, la Sección 230 y la DMCA, en conjunto, contribuyeron a alrededor de 425,000 puestos de trabajo en los Estados Unidos y representaron un ingreso total de aproximadamente 44 mil millones de dólares anuales. 

## Historia posterior

### Primeros desafíos–Zeran vs AOL(1997-2008)
El primer desafío importante de la Sección 230 fue el caso Zeran contra AOL, decidido en 1997 en el Cuarto Circuito. Este caso involucró a un individuo que demandó a America Online (AOL) por no eliminar a tiempo anuncios difamatorios publicados por usuarios de AOL que conectaban incorrectamente el número de teléfono de su casa con el atentado de Oklahoma City. El tribunal falló a favor de AOL y confirmó la constitucionalidad de la Sección 230, sosteniendo que esta "crea inmunidad federal a cualquier causa de acción que haría a los proveedores de servicios responsables de la información que origine un tercer usuario del servicio".
El tribunal respaldó la idea de que el propósito del Congreso al establecer la Sección 230 era proporcionar a los proveedores de servicios de Internet una amplia inmunidad "para eliminar los desincentivos para el desarrollo y la utilización de tecnologías de bloqueo y filtrado que permiten a los padres restringir el acceso de sus hijos a material en línea objetable o inapropiado". Además, el fallo de Zeran destacó que "la cantidad de información comunicada a través de servicios informáticos interactivos es asombrosa. El espectro de la responsabilidad extracontractual en un área de discurso tan prolífica tendría obviamente un efecto paralizador. Sería imposible para los proveedores de servicios examinar cada uno de sus millones de publicaciones en busca de posibles problemas. Ante la posible responsabilidad por cada mensaje republicado por sus servicios, los proveedores de servicios informáticos interactivos podrían optar por restringir severamente la cantidad y el tipo de mensajes publicados. El Congreso consideró el peso de los intereses de expresión implicados y optó por inmunizar a los proveedores de servicios para evitar dicho efecto restrictivo".
Esta norma, que consolida las protecciones de responsabilidad de la Sección 230, se ha considerado una de las jurisprudencias más influyentes que afectan al crecimiento de Internet, permitiendo que los sitios web incorporen contenido generado por el usuario sin temor a ser procesados. No obstante, al mismo tiempo, esto ha llevado a que la Sección 230 se utilice como un escudo para algunos propietarios de sitios web, ya que los tribunales han determinado que proporciona inmunidad total a los proveedores de servicios de Internet (ISP) con respecto a los agravios cometidos por sus usuarios en sus sistemas.
En la siguiente década, la mayoría de los casos relacionados con impugnaciones de la Sección 230 generalmente fallaron a favor de los proveedores de servicios, respaldando su inmunidad frente al contenido de terceros en sus sitios.

### Desgaste de la inmunidad de la Sección 230–Roommates.com(2008–16)
Si bien la Sección 230 inicialmente parecía proporcionar una inmunidad casi completa a los proveedores de servicios durante su primera década, alrededor de 2008, una nueva jurisprudencia comenzó a identificar casos en los que los proveedores podrían ser responsables del contenido generado por el usuario al considerarlos como un "editor o orador" relacionado con ese contenido bajo la Sección 230(c)(1). Uno de los primeros casos emblemáticos fue el Fair Housing Council of San Fernando Valley contra Roommates.com, LLC, 521 F.3d 1157 (Noveno Circuito, 2008).
Este caso se centró en los servicios de Roommates.com, que facilitaban la búsqueda de inquilinos según los perfiles creados en su sitio web. Dichos perfiles se generaban mediante un cuestionario obligatorio que incluía información sobre género, raza y preferencias raciales para compañeros de cuarto. El Fair Housing Council of San Fernando Valley argumentó que esto promovía la discriminación y violaba la Ley de Vivienda Justa, sosteniendo que Roommates.com era responsable de estas prácticas. En 2008, el Noveno Circuito, en una decisión en pleno, falló en contra de Roommates.com, concluyendo que su sistema de perfiles obligatorios lo convertía en un proveedor de información y, por lo tanto, no era elegible para recibir las protecciones establecidas en el artículo 230(c)(1).
La decisión de Roommates.com se consideró la desviación más significativa de Zeran en la interpretación de la Sección 230 en la jurisprudencia. Eric Goldman, de la Facultad de Derecho de la Universidad de Santa Clara, escribió que si la decisión del Noveno Circuito en Roommates.com se diseñó para aplicarse a un número limitado de sitios web, estaba "bastante seguro de que muchos demandantes intentarán sacar provecho de esta opinión y encontrarán algunos jueces que ignoren las declaraciones filosóficas y en cambio tomen una decisión sobre la infinidad de ambigüedades de la opinión".
En los años siguientes, varios casos citaron la decisión del Noveno Circuito en Roommates.com para restringir parte de la inmunidad proporcionada por la Sección 230 a los sitios web. El profesor de derecho Jeff Kosseff de la Academia Naval de los Estados Unidos revisó 27 casos en el año 2015-2016 relacionados con las preocupaciones de inmunidad de la Sección 230 y encontró que más de la mitad de ellos negaron la inmunidad al proveedor de servicios. Esto marcó un cambio significativo en comparación con un estudio similar que realizó entre 2001 y 2002, donde la mayoría de los casos otorgaron inmunidad al sitio web. Kosseff afirmó que la decisión de Roommates.com fue el factor clave que llevó a este cambio de tendencia.

### Tráfico sexual–Backpage.comy FOSTA-SESTA (2012-17)
Alrededor de 2001, un artículo de la Universidad de Pensilvania advirtió que "las víctimas sexuales en línea de menores estadounidenses parecen haber alcanzado proporciones epidémicas" debido a las concesiones otorgadas por la Sección 230. Durante la siguiente década, defensores contra dicha explotación, como el Centro Nacional para Niños Desaparecidos y Explotados y el sheriff del condado de Cook, Tom Dart, presionaron a los principales sitios web para que bloquearan o eliminaran el contenido relacionado con el tráfico sexual, lo que llevó a sitios como Facebook, MySpace y Craigslist a retirar dicho contenido. Debido a que los sitios principales bloqueaban este contenido, aquellos que participaban o se beneficiaban del tráfico comenzaron a utilizar sitios más oscuros, lo que llevó a la creación de sitios como Backpage.
Además de sacarlos del ojo público, estos nuevos sitios trabajaron para ocultar qué estaba ocurriendo con el tráfico y quién estaba detrás de él, limitando la capacidad de las autoridades para tomar medidas. Backpage y sitios similares fueron objeto de numerosas demandas de víctimas de traficantes y explotadores sexuales por permitir este delito, pero el tribunal falló continuamente a favor de Backpage debido a la Sección 230. Los intentos de impedir que Backpage utilice servicios de tarjetas de crédito para negarles ingresos también fueron derrotados en los tribunales, ya que la Sección 230 permitió que sus acciones se mantuvieran en enero de 2017.
Debido a numerosas quejas de los electores, el Congreso inició una investigación sobre Backpage y sitios similares en enero de 2017, concluyendo que Backpage era cómplice de ayudar y beneficiarse del tráfico sexual ilegal. Posteriormente, el Congreso presentó los proyectos de ley FOSTA-SESTA: la Ley para permitir a los estados y a las víctimas luchar contra el tráfico sexual en línea (FOSTA) en la Cámara de Representantes por Ann Wagner (R-MO) en abril de 2017, y la Ley para detener la habilitación de traficantes sexuales (SESTA) en el Senado de Estados Unidos, presentado por Rob Portman (R-OH) en agosto de 2017.
Estos proyectos de ley, al combinarse, modificaron la Sección 230 para eximir a los proveedores de servicios de la inmunidad cuando se trate de delitos civiles o penales relacionados con el tráfico sexual. Esto significó la eliminación de la inmunidad de la Sección 230 para los servicios que a sabiendas facilitan o apoyan el tráfico sexual. El proyecto de ley fue aprobado por ambas cámaras y fue promulgado por el presidente Donald Trump el 11 de abril de 2018.
Los proyectos de ley fueron criticados por grupos pro libertad de expresión y pro Internet, quienes los consideraron un "proyecto de ley de censura encubierta de Internet" que debilita la inmunidad de la Sección 230, impone cargas innecesarias a las empresas de Internet y a los intermediarios que manejan contenido generado por usuarios o comunicaciones con proveedores de servicios. Estos críticos argumentaron que la legislación obligaría a tomar medidas proactivas contra las actividades de tráfico sexual y requeriría un "equipo de abogados" para evaluar todos los escenarios posibles según las leyes estatales y federales, lo cual podría resultar financieramente inviable para empresas más pequeñas.
Además, se argumentó que FOSTA-SESTA no distinguía entre ofertas sexuales legales y consensuadas y aquellas no consensuadas, lo que podría amenazar a sitios web que se dedicaran a ofertas legales de trabajo sexual con cargos de responsabilidad. Las trabajadoras sexuales en línea también expresaron su preocupación, argumentando que el proyecto de ley perjudicaría su seguridad, ya que las plataformas que utilizan para ofrecer y discutir servicios sexuales de manera legal (como una alternativa a la prostitución callejera) habían comenzado a reducir sus servicios o cerrar por completo debido a la amenaza de responsabilidad bajo la legislación.

### Debate sobre la protección de las redes sociales (2016-actualidad)
Muchos sitios de redes sociales, especialmente las grandes empresas tecnológicas como Facebook, Google, Apple y Twitter, han enfrentado un escrutinio significativo debido a la presunta interferencia rusa en las elecciones estadounidenses de 2016. Se alega que agentes rusos utilizaron estas plataformas para difundir propaganda y noticias falsas con el objetivo de influir en las elecciones a favor de Donald Trump. Además, estas plataformas han sido objeto de críticas por no tomar medidas efectivas contra usuarios que utilizan los medios sociales para acosar e incitar al odio contra otros.
Poco después de la aprobación de las leyes FOSTA-SESTA, algunos miembros del Congreso reconocieron la necesidad de realizar cambios adicionales en la Sección 230 para obligar a los proveedores de servicios a abordar estas conductas perjudiciales, más allá de las protecciones ya otorgadas por la Sección 230.
En 2020, el juez Clarence Thomas hizo una declaración con respecto a la denegación de certiorari a Malwarebytes, Inc. contra Enigma Software Group USA, LLC. En su declaración, Thomas hizo referencia a la disidencia de Robert Katzmann en el caso Force contra Facebook. Expresó la opinión de que la interpretación del Artículo 230 se había llevado a cabo de manera demasiado amplia y sugirió que podría ser limitada o eliminada en un caso futuro. En su llamado a sus colegas, instó a considerar esta cuestión en futuras instancias judiciales. Este tipo de declaraciones de jueces destacados pueden indicar debates en curso y posibles reexámenes de la interpretación de la Sección 230 en el sistema judicial.

Los tribunales se han... apartado de la lectura más natural del texto al conceder a las empresas de Internet inmunidad por su propio contenido... La sección 230(c)(1) protege a una empresa de la responsabilidad del editor sólo cuando el contenido es "proporcionado por otro proveedor de contenido de información". En ninguna parte esta disposición protege a una empresa que es en sí misma el proveedor de contenidos de información.

Hasta mi última actualización en enero de 2023, no tengo información específica sobre casos adicionales o desarrollos futuros en la Corte Suprema. Por lo tanto, no puedo confirmar si la Corte Suprema acordó escuchar esos casos en 2023. Te recomendaría verificar las fuentes de noticias actuales para obtener la información más reciente sobre este tema.
La sugerencia de cambiar la Sección 230 sin derogarla por completo ha sido respaldada por numerosos expertos. En 2021, Shuman Ghosemajumder, ex zar del fraude de Google, propuso que la protección total debería aplicarse únicamente al contenido no monetizado. La idea detrás de esta propuesta es alinear los esfuerzos de moderación de contenido de las plataformas con sus incentivos financieros y fomentar la implementación de tecnologías más avanzadas para alcanzar la escala necesaria. Marshall Van Alstyne y Michael D. Smith, investigadores en la materia, respaldaron esta idea de un requisito adicional al deber de diligencia.
Sin embargo, el periodista Martin Baron ha argumentado que la mayor parte de la Sección 230 es esencial para la existencia de las empresas de redes sociales. Esta perspectiva destaca la complejidad de equilibrar la protección de la libertad de expresión y la responsabilidad de las plataformas en la era digital.

#### Neutralidad de la plataforma
Algunos políticos, incluyendo a los senadores republicanos Ted Cruz de Texas y Josh Hawley de Missouri, han acusado a las principales redes sociales de mostrar un sesgo en contra de perspectivas conservadoras al moderar contenidos, como en casos de suspensiones en Twitter. En un artículo de opinión en Fox News, Cruz argumentó que la Sección 230 debería aplicarse solo a proveedores que sean políticamente "neutrales", sugiriendo que un proveedor "debería ser considerado como un 'editor o portavoz' responsable del contenido del usuario si elige lo que se publica o se habla". Es importante señalar que la Sección 230 no contiene ningún requisito de que las decisiones de moderación sean neutrales.
Hawley ha alegado que la inmunidad de la Sección 230 es un "acuerdo amistoso entre las grandes tecnologías y los grandes gobiernos". Estas preocupaciones reflejan las tensiones políticas en torno a la moderación de contenido y el papel de las plataformas de redes sociales en la difusión de información.
En diciembre de 2018, el representante republicano Louie Gohmert presentó la Ley de Disuasión de Algoritmos Sesgados (HR492), que proponía eliminar todas las protecciones de la Sección 230 para cualquier proveedor que utilizara filtros u otros algoritmos para mostrar contenido de un usuario cuando este no fuera indicado por el usuario. Esta propuesta refleja preocupaciones sobre el sesgo percibido en los algoritmos utilizados por las plataformas en línea para mostrar contenido, y busca cambiar el marco legal que protege a los proveedores de servicios en virtud de la Sección 230 en circunstancias específicas relacionadas con el uso de algoritmos y filtros.
En junio de 2019, el senador Hawley presentó la Ley para Poner Fin al Apoyo a la Censura de Internet (S. 1914), que proponía eliminar las protecciones de la Sección 230 para empresas cuyos servicios cuentan con más de 30 millones de usuarios activos mensuales en los Estados Unidos y más de 300 millones en todo el mundo, o tienen ingresos globales anuales de más de 500 millones de dólares. Sin embargo, estas empresas podrían retener las protecciones si recibían una certificación de la mayoría de la Comisión Federal de Comercio (FTC) de que no moderan ningún punto de vista político y no lo han hecho en los últimos 2 años. La legislación propuesta busca condicionar las protecciones de la Sección 230 a ciertos criterios relacionados con la moderación de contenido y la neutralidad política por parte de las plataformas en línea.
Ha habido críticas (y apoyo) al proyecto de ley propuesto desde varios puntos del espectro político. Según una encuesta realizada entre más de 1,000 votantes, el proyecto de ley del senador Hawley obtuvo un índice de favorabilidad neto de 29 puntos entre los republicanos (53% a favor, 24% en contra) y 26 puntos entre los demócratas (46% a favor, 20% en contra). Algunos republicanos expresaron temores de que agregar la supervisión de la FTC al proyecto de ley continuaría alimentando los temores de un gobierno grande con poderes de supervisión excesivos.
La presidenta demócrata de la Cámara, Nancy Pelosi, expresó su apoyo al enfoque adoptado por Hawley. El presidente del Comité Judicial del Senado, el senador Graham, también manifestó su respaldo, indicando que "está considerando una legislación que requeriría que las empresas respeten las 'mejores prácticas comerciales' para mantener su escudo de responsabilidad, sujeto a revisión periódica por los reguladores federales".
Los expertos legales han criticado el impulso de los republicanos para que la Sección 230 abarque la neutralidad de la plataforma. El senador Wyden respondió a posibles cambios legales declarando que "la Sección 230 no se trata de neutralidad. La 230 se trata de permitir que las empresas privadas tomen sus propias decisiones para dejar algunos contenidos y eliminar otros contenidos". Jeff Kosseff ha señalado que las intenciones republicanas se basan en un "malentendido fundamental" del propósito de la Sección 230, ya que la neutralidad de la plataforma no fue una de las consideraciones hechas en el momento de su aprobación.
Kosseff afirmó que la neutralidad política no era la intención de la Sección 230 según los redactores, sino más bien asegurarse de que los proveedores tuvieran la capacidad de tomar decisiones sobre la eliminación de contenido sin temor a la responsabilidad. También ha habido preocupaciones de que cualquier intento de debilitar la Sección 230 podría en realidad provocar un aumento de la censura, ya que los servicios perderían su exención de responsabilidad.
Los intentos de reclamar daños y perjuicios a las empresas de tecnología por aparente sesgo anticonservador en los tribunales, argumentando en contra de las protecciones de la Sección 230, en general han fracasado. Un ejemplo de esto fue la demanda presentada por la organización sin fines de lucro Freedom's Watch en 2018 contra Google, Facebook, Twitter y Apple por violaciones de antimonopolio al utilizar sus posiciones para crear una censura anticonservadora. Esta demanda fue desestimada por el Tribunal de Apelaciones del Circuito de DC en mayo de 2020, con los jueces dictaminando que la censura solo puede aplicarse a los derechos de la Primera Enmienda bloqueados por el gobierno y no por entidades privadas.

#### Discurso de odio
A raíz de los tiroteos de 2019 en Christchurch(Nueva Zelanda), El Paso(Texas) y Dayton(Ohio), se ha planteado el impacto en la Sección 230 y la responsabilidad por el discurso de odio en línea. En ambos tiroteos, los perpetradores publicaron manifiestos de incitación al odio en 8chan, un tablero de imágenes moderado conocido por ser propenso a la publicación de opiniones extremas. Después de estos eventos, políticos y ciudadanos preocupados instaron a las grandes empresas tecnológicas a eliminar el discurso de odio de Internet. Sin embargo, el discurso de odio generalmente está protegido por la Primera Enmienda, y la Sección 230 exime a estas empresas de tecnología de la responsabilidad de moderar dicho contenido siempre que no sea ilegal. Esto ha creado la percepción de que las empresas de tecnología no necesitan ser proactivas contra el contenido de odio, permitiendo así que prolifere en línea y provoque este tipo de incidentes.
Después del tiroteo en El Paso, se publicaron artículos sobre estas notables preocupaciones en The New York Times, The Wall Street Journal, Bloomberg Businessweek y otros medios. Sin embargo, estos artículos fueron criticados por expertos legales, incluidos Mike Godwin, Mark Lemley y David Kaye, ya que implicaban incorrectamente que el discurso de odio estaba protegido por la Sección 230, cuando en realidad está protegido por la Primera Enmienda. En el caso de The New York Times, el periódico emitió una corrección para aclarar que la Primera Enmienda protegía el discurso de odio y no la Sección 230.
Los miembros del Congreso han indicado que podrían aprobar una ley que cambie la forma en que se aplique la Sección 230 al discurso de odio para responsabilizar a las empresas de tecnología. Ante esto, Wyden, ahora senador, afirmó que pretendía que la Sección 230 fuera a la vez "una espada y un escudo" para las empresas de Internet. La "espada" les permitiría eliminar contenido que consideraran inapropiado para su servicio, y el "escudo" ayudaría a mantener el contenido ofensivo de sus sitios sin responsabilidad. Sin embargo, Wyden advirtió que, debido a que las empresas de tecnología no han estado dispuestas a usar la espada para eliminar contenido, podrían correr el riesgo de perder el escudo.
Algunos han comparado la Sección 230 con la Ley de Protección del Comercio Legal de Armas, una ley que otorga inmunidad a los fabricantes de armas frente a ciertos tipos de demandas cuando sus armas se utilizan en actos delictivos. Según la profesora de derecho Mary Anne Franks, "No solo han permitido que sucedan muchas cosas malas en sus plataformas, sino que también han decidido sacar provecho del mal comportamiento de la gente".
El representante Beto O'Rourke declaró su intención en su campaña presidencial de 2020 de introducir cambios radicales en la Sección 230 para responsabilizar a las empresas de Internet por no ser proactivas a la hora de acabar con el discurso de odio. Aunque O'Rourke luego se retiró de la carrera, su compañero candidato y exvicepresidente Joe Biden también ha expresado la necesidad de debilitar o "revocar" las protecciones de la Sección 230 para las "grandes empresas tecnológicas", especialmente Facebook. Biden hizo estas declaraciones en una entrevista de enero de 2020 con The New York Times, donde afirmó que "[Facebook] no es simplemente una empresa de Internet. Está propagando falsedades que saben que son falsas" y que Estados Unidos necesitaba "[establecer] estándares" de la misma manera que el Reglamento General de Protección de Datos (GDPR) de la Unión Europea establece estándares para la privacidad en línea.

#### Inmunidad frente a contenidos relacionados con actividades ilegales
Tras el juicio de Backpage y la posterior aprobación de FOSTA-SESTA, otros han descubierto que la Sección 230 parece proteger a las empresas de tecnología de contenido que de otro modo sería ilegal según la ley de los Estados Unidos. La profesora Danielle Citron y el periodista Benjamin Wittes descubrieron que hasta 2018, varios grupos considerados organizaciones terroristas por Estados Unidos habían podido mantener cuentas de redes sociales en servicios administrados por empresas estadounidenses, a pesar de las leyes federales que prohíben brindar apoyo material a grupos terroristas, sujeto a cargos civiles y penales.
Sin embargo, la jurisprudencia del Segundo Circuito ha dictaminado que, según la Sección 230, las empresas de tecnología generalmente no son responsables de demandas civiles basadas en contenido relacionado con el terrorismo. El juez de la Corte Suprema de Estados Unidos, Clarence Thomas, ha declarado que la Sección 230 otorga a las empresas demasiada inmunidad en estas áreas, como se informó en sus varias declaraciones disidentes a órdenes judiciales que denegaban la certificación de casos relacionados con la Sección 230. Thomas creía que la Corte Suprema necesitaba revisar los límites otorgados por la Sección 230.
La Corte Suprema revisará los casos de González contra Google LLC y Twitter, Inc. contra Taamneh durante la legislatura de 2022. En el caso de González, se cuestiona la responsabilidad de Google por las opciones de recomendación de YouTube que aparentemente promovieron videos de reclutamiento para ISIS, resultando en la muerte de un ciudadano estadounidense en un ataque terrorista en París en 2015. Google sostiene que no es responsable según las protecciones de la Sección 230. Por otro lado, en el caso de Twitter, la empresa fue considerada responsable por alojar contenido relacionado con el terrorismo de usuarios externos bajo la Ley Antiterrorista 18 USC § 2333, sin considerar las protecciones de la Sección 230.
A partir de enero de 2023, la Corte Suprema también examinará peticiones relacionadas con fallos vinculados a las leyes de expresión en línea de Texas y Florida. Esto se debe a que los Tribunales de Apelaciones inferiores han generado un circuito dividido sobre cómo aplicar la Sección 230 en esos casos.

#### Revisión del Departamento de Justicia de 2020
En febrero de 2020, el Departamento de Justicia de los Estados Unidos organizó un taller en el marco de una investigación antimonopolio en curso sobre las "grandes empresas tecnológicas", centrado en la Sección 230. El Fiscal General William Barr expresó que, si bien la Sección 230 era esencial para proteger el crecimiento de Internet cuando la mayoría de las empresas no eran sólidas, ahora, las empresas tecnológicas no son las recién llegadas indefensas; han evolucionado hacia gigantes de la industria estadounidense. Barr cuestionó la necesidad de las amplias protecciones de la Sección 230.
El Fiscal General aclaró que el taller no tenía la intención de tomar decisiones políticas sobre la Sección 230, sino que formaba parte de una "revisión holística" relacionada con las grandes tecnologías. Barr destacó que no todas las preocupaciones sobre las plataformas en línea se ajustaban directamente al ámbito antimonopolio. Afirmó que el Departamento de Justicia buscaba reformas y mejores incentivos para mejorar el contenido en línea de las empresas tecnológicas dentro del marco de la Sección 230, en lugar de modificar la ley directamente.
Observadores de las sesiones señalaron que las discusiones se centraron principalmente en las grandes empresas tecnológicas y sitios pequeños especializados en áreas como la pornografía de venganza, el acoso y el abuso sexual infantil, sin abordar muchos de los usos intermedios de Internet.
En junio de 2020, el Departamento de Justicia presentó al Congreso cuatro recomendaciones clave para modificar la Sección 230. Estas recomendaciones abarcan:
1. Incentivar a las plataformas para que se ocupen del contenido ilícito, incluido denunciar a los "malos samaritanos" que solicitan actividades ilícitas y eliminar su inmunidad, y crear exenciones en las áreas de abuso infantil, terrorismo y acoso cibernético, así como cuando las plataformas han sido notificadas por tribunales de material ilícito.
2. Eliminar las protecciones de las demandas civiles iniciadas por el gobierno federal.
3. No permitir las protecciones de la Sección 230 en relación con acciones antimonopolio en las grandes plataformas de Internet.
4. Promover el discurso y la transparencia definiendo términos existentes en el estatuto como "de otro modo objetable" y "buena fe" con un lenguaje específico, y exigir a las plataformas que documenten públicamente cuando toman medidas de moderación contra el contenido, a menos que eso pueda interferir con la aplicación de la ley o correr el riesgo de dañar a una persona individual.

#### Legislación para modificar la Sección 230
En el año 2020, se presentaron en el Congreso varios proyectos de ley con el objetivo de limitar las protecciones de responsabilidad que las plataformas de Internet habían disfrutado previamente gracias a la Sección 230. Estos desarrollos legislativos fueron impulsados por eventos ocurridos en años anteriores que generaron debates sobre la necesidad de revisar las protecciones legales otorgadas por la Sección 230.
Ley EARN IT de 2020
En marzo de 2020, un proyecto de ley bipartidista conocido como Ley de Eliminación del Descuido Abusivo y Desenfrenado de Tecnologías Interactivas (EARN IT) ( S. 3398 ) fue presentado al Senado, que pedía la creación de una comisión gubernamental de 15 miembros (incluidos funcionarios de la administración y expertos de la industria) para establecer "mejores prácticas" para la detección y denuncia de materiales de explotación infantil. Se exigiría que los servicios de Internet siguieran estas prácticas, la comisión tendría el poder de penalizar a quienes no cumplan, lo que puede incluir eliminar las protecciones de la Sección 230.
Mientras que el proyecto de ley contó con el apoyo bipartidista de sus patrocinadores ( Lindsey Graham, Josh Hawley, Dianne Feinstein y Richard Blumenthal ) y el respaldo de grupos como el Centro Nacional para Niños Desaparecidos y Explotados y el Centro Nacional sobre Explotación Sexual, la Ley EARN IT fue criticada por una coalición de 25 organizaciones, así como por grupos de derechos humanos, incluida la Electronic Frontier Foundation, la Unión Estadounidense de Libertades Civiles, y Human Rights Watch . Quienes se oponen al proyecto de ley reconocieron que algunas de las "mejores prácticas" probablemente incluirían una puerta trasera para que las fuerzas del orden pudieran acceder a cualquier cifrado utilizado en el sitio, además del desmantelamiento del enfoque de la Sección 230, según comentarios hechos por miembros de las agencias federales, que se asignaría a esta comisión. Por ejemplo, el Fiscal General Barr ha argumentado ampliamente que el uso de cifrado de extremo a extremo por parte de los servicios en línea puede obstruir las investigaciones de las autoridades, especialmente aquellas que involucran explotación infantil, y ha presionado para que el gobierno establezca una puerta trasera a los servicios de cifrado. Los senadores detrás de EARN IT han declarado que no existe ninguna intención de incluir puertas traseras de cifrado de este tipo con esta legislación.
Wyden también criticó el proyecto de ley, calificándolo de "un esfuerzo transparente y profundamente cínico por parte de unas pocas corporaciones bien conectadas y la administración Trump para utilizar el abuso sexual infantil para su ventaja política, el impacto en la libertad de expresión y la seguridad y privacidad de todos. Al diablo con el soltero americano". Graham afirmó que el objetivo del proyecto de ley era "hacer esto de una manera equilibrada que no inhiba demasiado la innovación, pero que aborde por la fuerza la explotación infantil". Como respuesta implícita a EARN IT, Wyden junto con la representante de la Cámara Anna G. Eshoo propusieron un nuevo proyecto de ley, la Ley de Inversión en Seguridad Infantil, en mayo de 2020 que otorgaría US$5 billion al Departamento de Justicia para proporcionar mano de obra adicional y herramientas que les permitan abordar la explotación infantil directamente en lugar de depender de empresas de tecnología para controlar el problema.
La Ley EARN IT salió del Comité Judicial del Senado por votación unánime de 22 a 0 el 2 de julio de 2020, tras una enmienda de Lindsey Graham. La enmienda de Graham eliminó la autoridad legal de la comisión federal propuesta y, en cambio, otorgó una autoridad similar a cada gobierno estatal individual. El proyecto de ley se presentó a la Cámara el 2 de octubre de 2020.
Limitación de la inmunidad del artículo 230 a la Ley de buenos samaritanos
En junio de 2020, Hawley y tres senadores republicanos, Marco Rubio, Kelly Loeffler y Kevin Cramer, pidieron a la FCC que revisara las protecciones que tenían las grandes empresas tecnológicas de la Sección 230, afirmando en su carta que "Es hora de tomar una nueva decisión". mirar la Sección 230 e interpretar el vago estándar de 'buena fe' con pautas y direcciones específicas" debido a la "falta de reglas claras" y la "expansión judicial" en torno al estatuto. Hawley presentó el proyecto de ley "Ley de limitación de la inmunidad de la Sección 230 a los buenos samaritanos" en el Senado el 17 de junio de 2020, con los copatrocinadores Rubio, Mike Braun y Tom Cotton, que permitiría a los proveedores con más de 30 millones de usuarios mensuales en EE. UU. y más de US$1.5 billones en ingresos globales estarían sujetos a demandas de usuarios que creían que el proveedor no estaba aplicando el contenido de manera uniforme. Los usuarios podrían reclamar daños y perjuicios hasta US$5,000 y honorarios de abogados en virtud del proyecto de ley.
Ley de Responsabilidad de Plataforma y Transparencia del Consumidor (PACT)
Un proyecto de ley bipartidista presentado por los senadores Brian Schatz y John Thune en junio de 2020, la "Ley de Tecnología del Consumidor y Responsabilidad de Plataformas" requeriría que las plataformas de Internet emitan declaraciones públicas sobre sus políticas sobre cómo moderan, desmonetizan y eliminan el contenido de los usuarios de sus plataformas y publicar informes públicos trimestrales para resumir sus acciones y estadísticas para ese trimestre. El proyecto de ley también exigiría que las plataformas cumplan con todas las órdenes judiciales de eliminación de contenido considerado ilegal en un plazo de 24 horas. Además, el proyecto de ley eliminaría las protecciones de la Sección 230 de las plataformas frente a la responsabilidad civil federal en casos presentados contra las plataformas y permitiría a los fiscales generales de los estados imponer acciones contra las plataformas. Schatz y Thune consideraron que su enfoque era más "un bisturí que un martillo neumático", en contraste con otras opciones que se han presentado hasta la fecha.
Las decisiones sobre publicidad conductual están degradando la ley de servicios (BAD ADS)
Hawley presentó la Ley de decisiones de publicidad conductual que degradan los servicios en julio de 2020, que eliminaría las protecciones de la Sección 230 para los proveedores de servicios más grandes (30 millones de usuarios en los EE. UU. o 300 millones en todo el mundo y con más de US$1,5 billion en ingresos anuales) si sus sitios utilizaran Publicidad conductual, con anuncios adaptados a los usuarios de los sitios en función de cómo los usuarios habían interactuado con el sitio o dónde se encontraban. Hawley se había pronunciado en contra de tales prácticas publicitarias y anteriormente había intentado agregar legislación para exigir a los proveedores de servicios que agregaran la funcionalidad "no rastrear" para los anuncios de Internet.
Ley de libertad en línea y diversidad de puntos de vista
Los senadores republicanos Lindsey Graham, Roger Wicker y Marsha Blackburn presentaron la Ley de Libertad en Línea y Diversidad de Puntos de Vista en septiembre de 2020. El proyecto de ley, si se aprueba, eliminaría la protección de responsabilidad de la Sección 230 para los sitios que no dan motivos para las acciones tomadas para moderar o restringir el contenido, y les exigiría que declaren que dicho contenido debe tener una "creencia objetivamente razonable" de que viola los términos de su sitio o el sitio podría ser penalizado. El proyecto de ley también reemplazaría el vago término "objetable" en la Sección 230(c)(2) con categorías más específicas, como material "ilegal" donde un sitio web no sería responsable de tomar medidas para moderar el contenido.
Ley de protección contra el fraude, la explotación, las amenazas, el extremismo y los daños al consumidor (ley SAFE TECH)
Los senadores demócratas Mark Warner, Mazie Hirono y Amy Klobuchar presentaron SAFE TECH en febrero de 2021. El proyecto de ley tiene varias partes. Primero modificaría el artículo 230(c)(1) para cubrir sólo el "discurso" y no la "información", responsabilizando a los proveedores por el discurso ilegal. También eliminaría la inmunidad del Buen Samaritano en torno a las leyes federales y estatales con respecto a las leyes de derechos civiles, leyes antimonopolio, leyes de acoso cibernético, leyes de derechos humanos o acciones civiles relacionadas con una muerte por negligencia. Además, eliminaría la inmunidad para cualquier discurso por el que se le pagara al proveedor, como a través de publicidad o listados en el mercado. Finalmente, obligaría a los proveedores a cumplir con órdenes judiciales de retiro de material relacionado con las áreas anteriores.

#### Orden ejecutiva para prevenir la censura en línea
El expresidente Donald Trump fue un destacado defensor de la limitación de las protecciones otorgadas a las empresas de tecnología y medios bajo la Sección 230, motivado por acusaciones de sesgo anticonservador. En julio de 2019, Trump organizó una "Cumbre de Redes Sociales" donde criticó la manera en que plataformas como Twitter, Facebook y Google manejaban las voces conservadoras. Durante la cumbre, advirtió que buscaría "todas las soluciones regulatorias y legislativas para proteger la libertad de expresión".

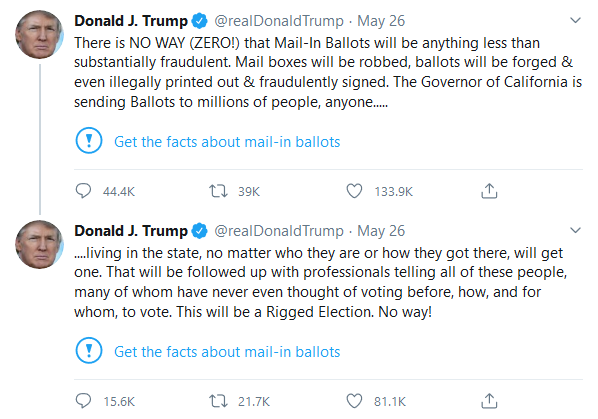
Los dos tuits del presidente Trump del 26 de mayo de 2020 que Twitter había marcado como "potencialmente engañosos" (insertando el ícono de advertencia azul y el lenguaje "Conozca los hechos...") que llevaron a la orden ejecutiva

A finales de mayo de 2020, el presidente Trump emitió declaraciones en las que afirmaba que la votación por correo conduciría a un fraude masivo, rechazando la utilización de esta modalidad debido a la pandemia de COVID-19 en las elecciones primarias de 2020. Estas afirmaciones se realizaron tanto en sus discursos públicos como en sus cuentas de redes sociales. En un mensaje específico en Twitter el 26 de mayo de 2020, expresó que "NO HAY MANERA (¡CERO!) de que las papeletas por correo sean menos que sustancialmente fraudulentas". Poco después de la publicación de este mensaje, los moderadores de Twitter marcaron la publicación con una advertencia de "potencialmente engañosa", una medida que habían introducido unas semanas antes, principalmente como respuesta a la información errónea sobre la pandemia de COVID-19. Esta advertencia llevaba a los lectores a una página especial en el sitio de Twitter que proporcionaba análisis y verificaciones de hechos de la declaración de Trump, provenientes de fuentes de medios como CNN y The Washington Post. Este fue el primer uso de este proceso en los mensajes de Trump.
El entonces director ejecutivo de Twitter, Jack Dorsey, defendió la moderación argumentando que no estaban desempeñando el papel de "árbitros de la verdad", sino que su intención era conectar puntos de declaraciones contradictorias y mostrar información en disputa para que las personas pudieran juzgar por sí mismas. La reacción de Trump fue de enojo, y poco después amenazó con tomar medidas para "regular fuertemente" las empresas tecnológicas, alegando que estas estaban reprimiendo las voces conservadoras.

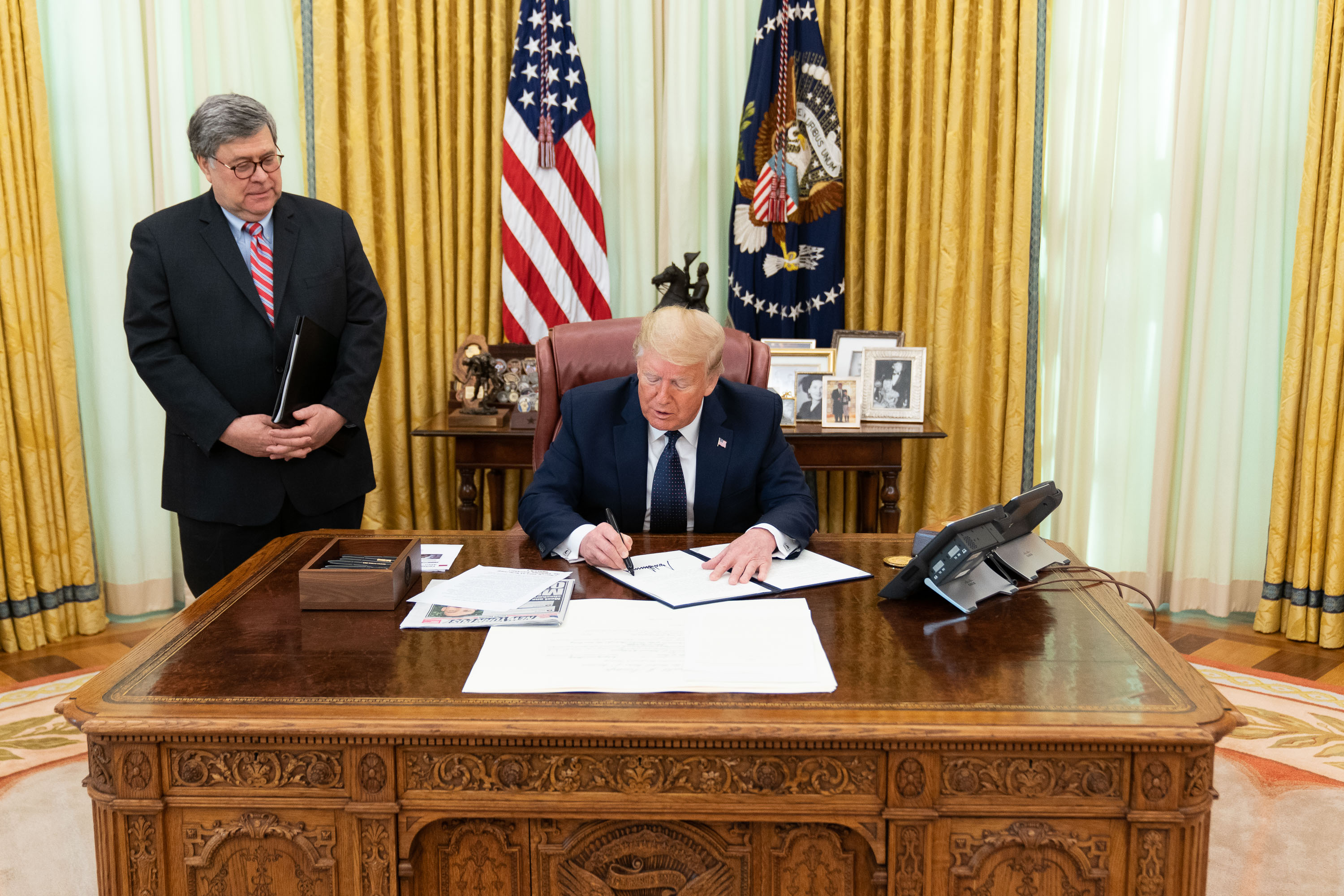
Trump firma una orden ejecutiva sobre "Prevención de la censura en línea" el 28 de mayo de 2020.

El 28 de mayo de 2020, el presidente Trump firmó la "Orden ejecutiva para prevenir la censura en línea" (EO 13925), una medida que busca dirigir la acción regulatoria hacia la Sección 230. Antes de la firma, Trump justificó la orden en una conferencia de prensa, expresando que "un pequeño puñado de monopolios de redes sociales controla una gran parte de todas las comunicaciones públicas y privadas en los Estados Unidos". Afirmó que estas empresas tenían un poder ilimitado para censurar, restringir, editar y dar forma a la comunicación entre ciudadanos privados y grandes audiencias públicas.
La orden ejecutiva sostiene que las empresas de medios que editan contenido y restringen publicaciones que sean violentas, obscenas o acosadoras, según lo describe la cláusula "Buen Samaritano" §230(c)(2), están participando en una conducta editorial y pueden perder cualquier protección de puerto seguro otorgada en §230(c)(1). La EO se enfoca específicamente en la cláusula del "buen samaritano" para las empresas de medios en sus decisiones de eliminar material ofensivo "de buena fe". Mientras los tribunales han interpretado la parte "de buena fe" del estatuto basándose en su lenguaje sencillo, la EO busca establecer condiciones en las que esa buena fe pueda ser revocada, como en casos donde las empresas de medios hayan mostrado parcialidad en la forma en que eliminan material de la plataforma.
La EO tiene como objetivo eliminar las protecciones de la Sección 230 de dichas plataformas, dejándolas así responsables del contenido. Para determinar la parcialidad de una plataforma de medios, se establecería un proceso de elaboración de normas liderado por la Comisión Federal de Comunicaciones en consulta con el Departamento de Comercio, la Administración Nacional de Información y Telecomunicaciones (NTIA) y el Fiscal General. El Departamento de Justicia y los fiscales estatales se encargarían de manejar las disputas relacionadas con el sesgo y las presentarían a la Comisión Federal de Comercio, que tomará decisiones sobre si presentar una demanda federal. Además, disposiciones adicionales prohíben que las agencias gubernamentales hagan publicidad en plataformas de empresas de medios que demuestren tener tal sesgo.
La EO generó intensas críticas y análisis legales después de su anuncio. El senador Wyden sostuvo que la orden ejecutiva constituía un "atraco a la Primera Enmienda" y argumentó que se necesitaba un debate reflexivo sobre las consideraciones modernas para la Sección 230, aunque destacó que la disputa política entre Trump y Twitter no debería ser una consideración central. La profesora Kate Klonick, de la Facultad de Derecho de la Universidad St. John de Nueva York, calificó la EO como un "teatro político" carente de autoridad significativa.
Aaron Mackey, de la Electronic Frontier Foundation, afirmó que la EO comenzaba con una mala interpretación de la vinculación de las secciones §230(c)(1) y §230(c)(2), señalando que estas no fueron redactadas para vincularse y que la jurisprudencia las ha tratado como declaraciones independientes en el estatuto. En consecuencia, Mackey argumentó que la orden ejecutiva "carece de mérito jurídico".
Por casualidad, la EO se firmó el mismo día en que estallaron disturbios en Minneapolis, Minnesota, a raíz del asesinato de George Floyd, un afroamericano, en un incidente que involucró a cuatro agentes del Departamento de Policía de Minneapolis. Trump había tuiteado sobre su conversación con el gobernador de Minnesota, Tim Walz, sobre enviar a la Guardia Nacional para detener los disturbios, pero concluyó con la afirmación: "Cualquier dificultad y asumiremos el control, pero cuando comiencen los saqueos, comenzarán los disparos", frase adjunta al jefe de policía de Miami, Walter E. Headley, para hacer frente a violentos disturbios en 1967 . Después de una revisión interna, Twitter marcó el mensaje con un "aviso de interés público" que lo consideró "violencia glorificada", que normalmente eliminarían por violar los términos del sitio, pero declaró a los periodistas que "han mantenido el Tweet en Twitter porque es importante que el público aún pueda ver el Tweet dada su relevancia para asuntos de importancia pública en curso". Después de que Twitter marcara su tuit del 28 de mayo, Trump dijo en otro tuit que debido a las acciones de Twitter, "la Sección 230 debería ser revocada por el Congreso. ¡Hasta entonces, estará regulada!"
El 2 de junio de 2020, el Centro para la Democracia y la Tecnología presentó una demanda en el Tribunal de distrito de los Estados Unidos para el distrito de Columbia solicitando una orden judicial preliminar y permanente de la EO para que no se hiciera cumplir, afirmando que la EO creó un efecto paralizador en la libertad de expresión avisando a todos los servidores de contenido de terceros "de que las decisiones de moderación de contenido con las que el gobierno no está de acuerdo podrían generar sanciones y acciones retributivas, incluida la despojación de las protecciones de la Sección 230".
El Secretario de Comercio a través de la NTIA envió una petición con una regla propuesta a la FCC el 27 de julio de 2020, como primera etapa de la ejecución de la EO. El presidente de la FCC, Ajit Pai, declaró en octubre de 2020 que después de que la Comisión revisó qué autoridad tienen sobre la Sección 230, la FCC procederá a presentar sus reglas propuestas para aclarar la Sección 230 el 15 de octubre de 2020. El anuncio de Pai, que se produjo poco después de que Trump volviera a pedir revisiones de la Sección 230 después de afirmar que las grandes tecnológicas ocultaban deliberadamente un informe de documentos filtrados sobre Hunter Biden, el hijo de Joe Biden, fue criticado por los comisionados demócratas de la FCC Geoffrey Starks y Jessica Rosenworcel y la industria tecnológica., y Rosenworcel afirmó que "la FCC no tiene por qué ser la policía del discurso del presidente".
Grupos activistas, entre ellos Rock the Vote y Free Press, interpusieron una segunda demanda contra la Orden Ejecutiva el 27 de agosto de 2020. Este acto se produjo después de que Twitter marcara otro de los tuits del expresidente Trump por contener información errónea relacionada con el fraude en la votación por correo. En la demanda se argumentaba que, de aplicarse la Orden Ejecutiva, plataformas como Twitter no podrían verificar si tuits como el de Trump eran engañosos, lo que permitiría que el presidente u otros funcionarios del gobierno distribuyeran intencionalmente información errónea a los ciudadanos.
El presidente Biden revocó la Orden Ejecutiva el 14 de mayo de 2021, junto con varias otras órdenes emitidas por la administración anterior de Trump.

#### Eventos posteriores
Después de las elecciones de noviembre, el expresidente Trump realizó numerosas afirmaciones en sus cuentas de redes sociales impugnando los resultados, incluyendo denuncias de fraude. Twitter y otras plataformas de redes sociales marcaron estas publicaciones como potencialmente engañosas, siguiendo una práctica similar a publicaciones anteriores realizadas por Trump. En respuesta, Trump amenazó con vetar el proyecto de ley de gastos de defensa para 2021 si no incluía disposiciones para derogar la Sección 230. Cumpliendo su amenaza, Trump vetó el proyecto de ley de gastos el 23 de diciembre de 2020, argumentando en parte la falta de una derogación de la Sección 230.
La Cámara de Representantes votó a favor de revocar el veto el 28 de diciembre con un margen de 322 a 87, enviando el proyecto de ley al Senado para su votación. El Senado también votó para anular el veto el 1 de enero de 2021, sin agregar ninguna disposición relacionada con la Sección 230.
Durante este periodo, Trump instó al Congreso a ampliar los pagos de ayuda por COVID-19 en la Ley de Asignaciones Consolidadas de 2021, la cual había promulgado el 27 de diciembre de 2020. Sin embargo, también enfatizó que el Congreso debería abordar la derogación de la Sección 230 y otros asuntos que no estaban contemplados en el proyecto de ley de defensa. El líder de la mayoría del Senado, Mitch McConnell, anunció el 28 de diciembre que presentaría legislación más adelante esa semana, la cual incluiría tanto el alivio ampliado por COVID-19 como medidas para abordar la Sección 230, según lo solicitado por Trump.
A pesar de estas declaraciones, finalmente no se introdujo ninguna legislación adicional para abordar los temas mencionados por Trump.
A raíz del ataque al Capitolio de los Estados Unidos de 2021 el 6 de enero de 2021, Pai declaró que no buscaría ninguna reforma de la Sección 230 antes de su renuncia del cargo planeada anteriormente el 20 de enero de 2021. Pai afirmó que esto se debió principalmente a la falta de tiempo para implementar dicha reglamentación antes de su renuncia, pero también dijo que no "cuestionaría esas decisiones" de las redes sociales bajo la Sección 230 para bloquear algunos de los mensajes de Trump del 6 de enero que contribuyeron a la violencia. En los días siguientes, Twitter, Facebook y otros servicios de redes sociales bloquearon o prohibieron las cuentas de Trump, alegando que su discurso durante y después de los disturbios incitaba a más violencia. Estas acciones fueron apoyadas por los políticos, pero dieron lugar a nuevos llamamientos por parte de los líderes demócratas para reconsiderar la Sección 230, ya que estos políticos creían que la Sección 230 llevó a las empresas a no tomar ninguna medida preventiva contra las personas que habían planeado y ejecutado los disturbios en el Capitolio. Por otra parte, Trump presentó demandas colectivas contra Twitter, Facebook y YouTube en julio de 2021 relacionadas con sus prohibiciones del período de enero de 2021, alegando que sus acciones eran injustificables y afirmando que la Sección 230 era inconstitucional. La demanda de Trump contra Twitter fue desestimada por un juez federal en mayo de 2022, afirmando que los reclamos de la Primera Enmienda de la demanda eran inaplicables contra grupos no gubernamentales como Twitter, aunque permitieron presentar un reclamo enmendado.
En marzo de 2021, se pidió a Mark Zuckerberg de Facebook, Sundar Pichai de Alphabet y Jack Dorsey de Twitter que testificaran ante el Comité de Energía y Comercio de la Cámara de Representantes en relación con el papel de las redes sociales en la promoción del extremismo y la desinformación después de las elecciones de 2020, de las cuales la Sección 230 se esperó que fuese un tema. Antes del evento, Zuckerberg propuso un cambio alternativo a la Sección 230 en comparación con los proyectos de ley propuestos anteriormente. Zuckerberg afirmó que sería costoso y poco práctico para las empresas de redes sociales traficar con todo el material problemático y, en cambio, sería mejor vincular la protección de responsabilidad de la Sección 230 a las empresas que hayan demostrado que cuentan con mecanismos para eliminar este material una vez identificado. .
En julio de 2021, los senadores demócratas Amy Klobuchar y Ben Ray Luján introdujeron la Ley de Desinformación Sanitaria, cuyo objetivo principal es combatir la desinformación sobre el COVID-19 . Agregaría una excepción a la Sección 230 para responsabilizar a las empresas por la publicación de "información errónea sobre salud" durante una " emergencia de salud pública ", según lo establecido por el Departamento de Salud y Servicios Humanos, si el contenido se promociona entre los usuarios mediante decisiones algorítmicas.

#### Ley de justicia contra los algoritmos maliciosos
Tras el testimonio de Frances Haugen ante el Congreso en relación con su denuncia sobre el manejo interno del contenido por parte de Facebook, los demócratas de la Cámara de Representantes Anna Eshoo, Frank Pallone Jr., Mike Doyle y Jan Schakowsky presentaron la "Ley de Justicia contra Algoritmos Maliciosos" en octubre de 2021, que está en el comité como HR5596 . El proyecto de ley eliminaría las protecciones de la Sección 230 para los proveedores de servicios relacionados con algoritmos de recomendación personalizados que presentan contenido a los usuarios si esos algoritmos, a sabiendas o imprudentemente, entregan contenido que contribuye a lesiones físicas o emocionales graves. "Los últimos años han demostrado que cuanto más contenido escandaloso y extremista promueven las plataformas de redes sociales, más participación y dinero en publicidad recaudan ", dijo el representante Frank Pallone Jr., presidente del Comité de Energía y Comercio. "A estas alturas está dolorosamente claro que ni el mercado ni la presión pública impedirán que las empresas de medios sociales propaguen la desinformación y el extremismo, por lo que no tenemos más remedio que legislar, y ahora es una cuestión de cuál es la mejor manera de hacerlo", añadió.

#### Leyes estatales

##### Florida
El estado de Florida (predominantemente republicano después de las elecciones de 2020) aprobó en mayo de 2021 su proyecto de ley del Senado 7072, "destructivo", que había sido propuesto en febrero de 2021 después de que Trump fuera excluido de varios sitios de redes sociales. La SB 7072 impide que las empresas de redes sociales bloqueen o prohíban a políticos a sabiendas, y otorga a la Comisión Electoral de Florida la capacidad de multar a estas empresas por violaciones conocidas, con multas de hasta US$250,000 por día para los políticos a nivel estatal. El proyecto de ley exime a las empresas que poseen parques temáticos u otros lugares grandes dentro del estado, por lo que eximiría a empresas como Disney cuyos parques proporcionan importantes ingresos fiscales al estado. La Asociación de la Industria de Computación y Comunicaciones (CCIA) y NetChoice presentaron una demanda contra el estado para bloquear la aplicación de la ley, en Netchoice v. Moody, afirmando que la ley violaba los derechos de las empresas privadas de la Primera Enmienda. El juez Robert Lewis Hinkle del Tribunal de Distrito de los Estados Unidos para el Distrito Norte de Florida emitió una orden judicial preliminar contra la ley el 30 de junio de 2021, afirmando que "la legislación ahora en cuestión fue un esfuerzo por controlar a los proveedores de redes sociales considerados demasiado grandes" y demasiado liberal. Equilibrar el intercambio de ideas entre oradores privados no es un interés gubernamental legítimo", y además que la ley "discrimina a primera vista oradores que por lo demás son idénticos".

##### Texas
Texas HB 20, promulgada en septiembre de 2021, tenía como objetivo evitar que los grandes proveedores de redes sociales prohibieran o desmonetizaran a sus usuarios en función del punto de vista del usuario, incluso las opiniones expresadas fuera de la plataforma de redes sociales, así como aumentar la transparencia en cómo estos proveedores moderan contenido. La CCIA y NetChoice presentaron una demanda para impedir la aplicación de la ley en NetChoice contra Paxton . Un juez de distrito federal impuso una orden judicial contra esta ley en diciembre de 2021, afirmando que las "prohibiciones de la 'censura' y las limitaciones sobre cómo las plataformas de redes sociales difunden contenido violan la Primera Enmienda". Sin embargo, el Quinto Circuito revocó la orden judicial por 2 a 1 sin pronunciarse aún sobre el fondo del caso en mayo de 2022, lo que permitió efectivamente que la ley de Texas entrara en vigor. La CCIA y NetChoice apelaron la decisión del Quinto Circuito directamente ante la Corte Suprema de los Estados Unidos solicitando una orden judicial de emergencia para bloquear la ley. Argumentaron que las regulaciones sobre cómo las plataformas de redes sociales moderan el contenido de los usuarios pueden impedirles moderar en ciertas situaciones y, por lo tanto, obligarlos a publicar material que consideren objetable, un resultado que violaría los derechos de la Primera Enmienda de las plataformas de redes sociales.
El 31 de mayo de 2022, la Corte Suprema restableció la orden judicial por orden judicial (con cuatro jueces, Samuel Alito, Clarence Thomas, Elena Kagan y Neil Gorsuch en desacuerdo) mientras continuaba el litigio en los tribunales inferiores. El Quinto Circuito revocó el fallo del tribunal de distrito en septiembre de 2022, y el juez Andy Oldham declaró en opinión mayoritaria: "Hoy rechazamos la idea de que las corporaciones tengan el derecho libre de la Primera Enmienda de censurar lo que dice la gente". La decisión crea un circuito dividido con el potencial de ser escuchado por la Corte Suprema. El Quinto Circuito acordó retomar la aplicación de la ley en octubre de 2022, mientras varias empresas de tecnología presentaron una petición del caso ante la Corte Suprema.
Tanto los casos de Florida como los de Texas serán escuchados por la Corte Suprema durante su mandato 2023-24.

## Caso de ley
Desde su introducción, el sistema judicial ha presenciado numerosos casos relacionados con el Artículo 230, muchos de los cuales son interpretaciones y aplicaciones específicas de este artículo.
A continuación, se presenta una lista parcial de casos legales que han sentado precedentes, influyendo en la interpretación de la Sección 230 en casos subsiguientes o dando lugar a nuevas legislaciones relacionadas con dicha sección.

### Información difamatoria
Zeran contra AOL, 129 F.3d 327 (4º Cir. 1997).
Se confirmó la inmunidad contra las afirmaciones de que AOL retrasó injustificadamente la eliminación de mensajes difamatorios publicados por terceros, no publicó retractaciones y no buscó publicaciones similares.
Blumenthal contra Drudge, 992 F. Supp. 44, 49–53 (DDC 1998).
El tribunal confirmó la inmunidad de AOL frente a responsabilidad por difamación. El acuerdo de AOL con el contratista que permitía a AOL modificar o eliminar dicho contenido no convertía a AOL en el "proveedor de contenido de información" porque el contenido fue creado por un contratista independiente. El Tribunal señaló que el Congreso tomó una decisión política al "otorgar inmunidad incluso cuando el proveedor de servicios interactivos tiene un papel activo, incluso agresivo, al hacer disponible contenido preparado por otros".
Carafano contra Metrosplash.com, 339 F.3d 1119 (9th Cir. 2003).
El tribunal confirmó la inmunidad de un proveedor de servicios de citas por Internet frente a la responsabilidad derivada de la presentación de un perfil falso por parte de un tercero. La demandante, Carafano, afirmó que el perfil falso la difamaba, pero como el contenido fue creado por un tercero, el sitio web era inmune, a pesar de que había proporcionado selecciones de opción múltiple para ayudar en la creación del perfil.
Batzel contra Smith, 333 F.3d 1018 (9th Cir.2003).
Se confirmó la inmunidad para un operador de un sitio web por distribuir un correo electrónico a un servidor de listas donde el demandante afirmó que el correo electrónico era difamatorio. Aunque había dudas sobre si el proveedor de información tenía la intención de enviar el correo electrónico al servidor de listas, el Tribunal decidió que para determinar la responsabilidad del proveedor de servicios, "la atención no debería centrarse en las intenciones o el conocimiento del proveedor de información al transmitir el contenido sino de la percepción razonable que tenga el proveedor del servicio o el usuario de dichas intenciones o conocimientos." El Tribunal consideró que la inmunidad era adecuada "en circunstancias en las que una persona razonable en la posición del proveedor o usuario del servicio concluiría que la información se proporcionó para su publicación en Internet u otro 'servicio informático interactivo'".
Green contra AOL, 318 F.3d 465 (3er Cir. 2003).
El tribunal confirmó la inmunidad de AOL frente a acusaciones de negligencia. Green afirmó que AOL no controló adecuadamente sus servicios y permitió que terceros lo difamaran y le infligieran angustia emocional intencionadamente. El tribunal rechazó estos argumentos porque considerar a AOL negligente en la promulgación de contenido dañino equivaldría a considerar a AOL "responsable de las decisiones relacionadas con el monitoreo, la detección y la eliminación de contenido de su red, acciones esencialmente relacionadas con el papel de un editor".
Barrett contra Rosenthal, 40 Cal. 4º 33 (2006).
Se mantuvo la inmunidad de un usuario individual de Internet frente a la responsabilidad por la republicación de declaraciones difamatorias en un servidor de listas. El tribunal consideró que la demandada era una "usuaria de servicios informáticos interactivos" y, por lo tanto, estaba exenta de responsabilidad por publicar información que le había pasado el autor.
MCW, Inc. contra badbusinessbureau.com (Informe de estafa/Ed Magedson/XCENTRIC Ventures LLC) 2004 WL 833595, No. Civ. A.3
02-CV-2727-G (ND Texas 19 de abril de 2004).
El tribunal rechazó la moción del demandado para desestimar el informe basándose en la inmunidad de la Sección 230, dictaminando que las acusaciones del demandante de que los demandados escribieron títulos y encabezamientos de informes despectivos, y ellos mismos escribieron mensajes editoriales despectivos sobre el demandante, los convertía en proveedores de contenido de información. El sitio web, www.badbusinessbureau.com, permite a los usuarios cargar "informes" que contienen quejas sobre empresas con las que han tratado.
Hy Cite Corp. contra badbusinessbureau.com (Informe de estafa/Ed Magedson/XCENTRIC Ventures LLC), 418 F. Supp. 2d 1142 (D. Arizona 2005).
El tribunal rechazó la inmunidad y determinó que el acusado era un "proveedor de contenido de información" según la Sección 230, utilizando gran parte del mismo razonamiento que en el caso MCW .
Barnes contra Yahoo!, Inc. 570 F.3d 1096 (9.º Cir. 2009)
El tribunal rechazó la inmunidad del demandado al no aceptar un reclamo de impedimento promisorio relacionado con contenido de terceros del que de otro modo tendría inmunidad; en este caso, Yahoo! había prometido eliminar las fotos de la demandante desnuda colocadas maliciosamente en el sitio por una expareja, pero no lo había hecho. Si bien el Noveno Circuito finalmente desestimó el caso ya que Yahoo! no habrían sido responsables de las fotografías según la Sección 230, su impedimento promisorio los convierte en "editores o oradores" según la Sección 230.

### Información falsa
Gentry contra eBay, Inc., 99 Cal. Aplicación. 4º 816, 830 (2002).
La inmunidad de eBay se mantuvo para reclamaciones basadas en artículos deportivos con autógrafos falsificados comprados en el sitio de subastas.
Ben Ezra, Weinstein & Co. contra America Online, 206 F.3d 980, 984–985 (10th Cir. 2000), cert. denegado, 531 US 824 (2000).
Se confirmó la inmunidad de AOL contra la responsabilidad por la publicación por parte de un usuario de información bursátil incorrecta.
Goddard contra Google, Inc., C 08-2738 JF (PVT), 2008 WL 5245490, 2008 Dist. de EE. UU. LEXIS 101890 (ND Cal. 17 de diciembre de 2008).
Se mantuvo la inmunidad contra denuncias de fraude y blanqueo de dinero. Google no era responsable de la publicidad engañosa creada por terceros que compraron espacio en las páginas de Google. El tribunal concluyó que la alegación creativa de lavado de dinero no hizo que el caso cayera dentro de la excepción penal a la inmunidad de la Sección 230.
Milgram contra Orbitz Worldwide, LLC, ESX-C-142-09 (NJ Super. Ct. 26 de agosto de 2010).
Se mantuvo la inmunidad de Orbitz y CheapTickets para reclamos basados en listados de boletos fraudulentos ingresados por terceros en mercados de reventa de boletos.
Herrick contra Grindr, 765 F. Apéndice 586 (2.º Cir. 2019).
El Segundo Circuito confirmó la inmunidad para la aplicación de citas Grindr para personas LGBT bajo la Sección 230 con respecto al uso indebido de perfiles falsos creados en nombre de una persona real. El demandante había roto con un novio, quien luego recurrió a Grindr para crear múltiples perfiles falsos que presentaban la identidad y la dirección de la vida real del demandante y que estaban disponibles para encuentros sexuales, además de tener drogas ilegales para la venta. El demandante denunció que más de mil hombres habían acudido a su casa en busca de sexo y drogas, según las comunicaciones con el perfil falso, y empezó a temer por su seguridad. Demandó a Grindr por no tomar medidas para bloquear los perfiles falsos después de múltiples solicitudes. Grindr afirmó que la Sección 230 no los hacía responsables de las acciones del exnovio. Así lo acordaron el tribunal de distrito y el Segundo Circuito.

### Contenido sexualmente explícito y menores de edad.
Doe contra America Online, 783 Entonces. 2d 1010, 1013–1017 (Florida 2001), cert. denegado, 122 S.Ct. 208 (2000).
El tribunal confirmó la inmunidad contra las acusaciones estatales de negligencia basadas en la "comercialización en grupos de chat" de fotografías obscenas de menores por parte de un tercero.
Kathleen R. contra la ciudad de Livermore, 87 Cal. Aplicación. 4º 684, 692 (2001).
El Tribunal de Apelaciones de California confirmó la inmunidad de una ciudad frente a reclamaciones por despilfarro de fondos públicos, molestias, responsabilidad de locales y denegación del debido proceso sustantivo. El hijo del demandante descargó pornografía de las computadoras de una biblioteca pública, lo que no restringía el acceso a menores. El tribunal determinó que la biblioteca no era responsable del contenido de Internet y determinó explícitamente que la inmunidad de la sección 230(c)(1) cubre entidades gubernamentales y causas de acción de los contribuyentes.
Doe contra MySpace, 528 F.3d 413 (5th Cir.2008).
El tribunal confirmó la inmunidad de negligencia y responsabilidad por negligencia grave de un sitio de redes sociales por no implementar medidas de seguridad para proteger a los menores y no implementar políticas relacionadas con la verificación de la edad. La hija de Does mintió sobre su edad y se comunicó a través de MySpace con un hombre que luego la agredió sexualmente. En opinión del tribunal, las acusaciones de Does eran "simplemente otra forma de afirmar que MySpace era responsable de publicar las comunicaciones".
Dart contra Craigslist, Inc., 665 F. Supp. 2d 961 (ND Ill. 20 de octubre de 2009).
El tribunal confirmó la inmunidad de Craigslist contra las afirmaciones de un sheriff del condado de que su sección de "servicios eróticos" constituía una molestia pública porque causaba o inducía la prostitución.
Backpage.com contra McKenna y otros, CASO NÚM. C12-954-RSM
Backpage.com LLC contra Cooper, Caso # 12-cv-00654[SS1]
Backpage.com LLC contra Hoffman et al., Acción Civil No. 13-cv-03952 (DMC) (JAD)
El tribunal confirmó la inmunidad de Backpage al impugnar una ley del estado de Washington (SB6251) que habría responsabilizado a los proveedores de contenido en línea de terceros por cualquier delito relacionado con un menor en el estado de Washington. Posteriormente, los estados de Tennessee y Nueva Jersey aprobaron leyes similares. Backpage argumentó que las leyes violaban la Sección 230, la Cláusula de Comercio de la Constitución de los Estados Unidos y las Enmiendas Primera y Quinta. En los tres casos, los tribunales otorgaron a Backpage medidas cautelares permanentes y les otorgaron honorarios de abogados.
Backpage.com contra Dart . , NO CASO. 15-3047
El tribunal falló a favor de Backpage después de que el sheriff Tom Dart del condado de Cook, Illinois, un crítico frecuente de Backpage y su sección de publicaciones para adultos, enviara una carta en su membrete oficial a Visa y MasterCard exigiendo que estas empresas "cesaran y desistieran inmediatamente" de permitir el uso de sus tarjetas de crédito para comprar anuncios en Backpage. Al cabo de dos días, ambas empresas retiraron sus servicios de Backpage. Backpage presentó una demanda solicitando una orden de restricción temporal y una orden judicial preliminar contra Dart que le otorgara alivio a Backpage y el regreso al status que antes de que Dart enviara la carta. Backpage alegó que las acciones de Dart eran inconstitucionales y violaban la Primera y Decimocuarta Enmienda a la Constitución de los Estados Unidos, así como la Sección 230 de la CDA. Backpage pidió a Dart que se retractara de sus cartas de "cese y desista". Después de que un tribunal inferior le negara inicialmente la medida cautelar, el Tribunal de Apelaciones del Séptimo Circuito de EE. UU. revocó esa decisión y ordenó que se emitiera una orden judicial permanente que prohibiera a Dart y su oficina tomar cualquier acción "para coaccionar o amenazar compañías de tarjetas de crédito... con sanciones destinadas a prohibir que se proporcionen tarjetas de crédito u otros servicios financieros a Backpage.com". El tribunal citó la Sección 230 como parte de su decisión, y la Corte Suprema se negó a escuchar la petición para este caso. Sin embargo, esta decisión, en parte, condujo a la aprobación de las Leyes FOSTA-SESTA y, posteriormente, a la desestimación del caso de Backpage después de que las agencias federales de aplicación de la ley confiscaran los activos de Backpage por violar FOSTA-SESTA.

### Anuncios de vivienda discriminatorios
Comité de Abogados de Chicago por los derechos civiles según la ley, Inc. contra Craigslist, Inc., 519 F.3d 666 (7th Cir. 2008).
El tribunal confirmó la inmunidad de Craigslist contra reclamaciones de la Ley de Vivienda Justa basadas en declaraciones discriminatorias en publicaciones en el sitio web de clasificados realizadas por terceros usuarios.
Consejo de Vivienda Justa del Valle de San Fernando contra Roommates.com, LLC, 521 F.3d 1157 (9th Cir. 2008) ( en banc ).
El Tribunal de Apelaciones del Noveno Circuito rechazó la inmunidad para el servicio de búsqueda de compañeros de cuarto de Roommates.com por reclamos de discriminación presentados bajo la Ley federal de Vivienda Justa y las leyes de discriminación de vivienda de California. El tribunal concluyó que la manera en que el servicio obtuvo información requerida de los usuarios sobre sus preferencias de compañeros de cuarto (al tener menús desplegables que especificaban género, presencia de niños y orientación sexual), y la manera en que utilizó esa información para generar coincidencias de compañeros de cuarto (mediante eliminar perfiles que no coincidían con las especificaciones del usuario), que el servicio era un "proveedor de contenido de información" y, por tanto, responsable de las reclamaciones de discriminación. El tribunal confirmó la inmunidad para las descripciones publicadas por los usuarios en la sección "Comentarios adicionales" porque fueron creadas en su totalidad por los usuarios.

### Amenazas
Delfino contra Agilent Technologies, 145 Cal. Aplicación. 4.º 790 (2006), certificado denegado, 128 S. Ct. 98 (2007).
Un Tribunal de Apelaciones de California confirmó unánimemente la inmunidad frente a reclamaciones estatales por agravios derivadas del uso por parte de un empleado del sistema de correo electrónico del empleador para enviar mensajes amenazantes. El tribunal concluyó que un empleador que proporciona acceso a Internet a sus empleados califica como "proveedor... de un servicio interactivo".

### Fracaso de advertencia
Jane Doe No. 14 contra Internet Brands, Inc., No. 12-56638 (9th Cir. 17 de septiembre de 2014).
El Tribunal de Apelaciones del Noveno Circuito rechazó la inmunidad por denuncias de negligencia según la ley de California.
Doe presentó una denuncia contra Internet Brands alegando "no advertirle" sobre un conocido plan de violación, a pesar de su relación con ellos como miembro de ModelMayhem.com. También tenían el conocimiento necesario para evitar la victimización futura de los usuarios de ModelMayhem.com advirtiendo a los usuarios sobre depredadores sexuales en línea. El Tribunal de Apelaciones del Noveno Circuito concluyó que la Ley de Decencia en las Comunicaciones no impedía la reclamación y devolvió el caso al tribunal de distrito para continuar con los procedimientos.
En febrero de 2015, el panel del Noveno Circuito dejó de lado su opinión de 2014 y presentó el caso para una nueva argumentación. En mayo de 2016, el panel volvió a sostener que el caso de Doe podía continuar.

### Terrorismo
Force contra Facebook, Inc., 934 F.3d 53 (2.º Cir. 2019).
El Segundo Circuito confirmó la inmunidad en demandas civiles para proveedores de servicios por alojar contenido relacionado con el terrorismo creado por usuarios. Familiares, amigos y asociados de varios muertos en ataques de Hamás presentaron una demanda contra Facebook en virtud de la Ley Antiterrorista de Estados Unidos, afirmando que, dado que los miembros de Hamás utilizaban Facebook para coordinar actividades, Facebook era responsable de su contenido. Si bien las normas anteriores a nivel de Distrito y Circuito federal generalmente han fallado en contra de tales casos, esta decisión en el Segundo Circuito fue la primera en afirmar que la Sección 230 se aplica incluso a actos relacionados con el terrorismo que puedan ser publicados por usuarios de proveedores de servicios, desestimando así la demanda contra Facebook. El Segundo Circuito dictaminó que los diversos algoritmos de Facebook para su sistema de recomendación siguen siendo parte del rol del distribuidor del contenido y no del editor, ya que estas herramientas automatizadas eran esencialmente neutrales. La Corte Suprema se negó a escuchar el caso.
El juez Robert Katzman dio una opinión disidente de 35 páginas en el caso Force, que fue citada por el juez Clarence Thomas en una sugerencia a sus colegas en 2020 para reconsiderar el alcance de la inmunidad otorgada en virtud de la Sección 230.
González contra Google LLC (2023) y Twitter, Inc. contra Taamneh (2023)
Ambos casos fueron resueltos por la Corte Suprema en mayo de 2023. En González, YouTube, a través de Google, fue acusado de ayudar al terrorismo mediante su algoritmo de recomendación, por lo que Google reclamó inmunidad a través de la Sección 230. En Twitter, se argumentó que Twitter y otras empresas de medios sociales habían colaborado en actividades terroristas en virtud de la Ley Antiterrorista y Pena de Muerte Efectiva de 1996, modificada por la Ley de Justicia contra los Patrocinadores del Terrorismo . Twitter intentó defender la inmunidad de la Sección 230, pero esto no fue considerado en los tribunales inferiores. En la decisión de la Corte Suprema para Twitter, el tribunal unánime dictaminó que no había cargos procesables contra Twitter bajo la Ley Antiterrorista; la familia demandante no presentó ningún reclamo de reparación. Posteriormente, el caso González fue devuelto mediante orden per curium a tribunales inferiores para revisar el caso a la luz de la decisión de Twitter . Estas decisiones efectivamente evitaron plantear preguntas en la Sección 230.

## Legislación similar en otros países.

### Unión Europea
La Directiva 2000/31/CE, también conocida como la Directiva de Comercio Electrónico, establece un régimen de puerto seguro para los proveedores de servicios de hosting:
- El artículo 14 establece que los proveedores de hosting no son responsables de los contenidos que alojan siempre que (1) los actos en cuestión sean actos de intermediación neutral de carácter meramente técnico, automático y pasivo; (2) no se les informa de su carácter ilegal, y (3) actúan con prontitud para eliminar o desactivar el acceso al material cuando se les informa de ello.
- El artículo 15 impide que los Estados miembros impongan obligaciones generales para monitorear el contenido alojado en busca de posibles actividades ilegales.

El artículo 17 de la revisada Directiva sobre derechos de autor en el mercado único digital (Directiva 2019/790) establece la responsabilidad de los proveedores en caso de que no implementen "medidas efectivas y proporcionadas" para prevenir la carga de contenidos que violen derechos de autor por parte de los usuarios, así como su obligación de responder de manera inmediata a las solicitudes de eliminación.

### Australia
En el caso Dow Jones & Company Inc contra Gutnick, el Tribunal Superior de Australia trató el material difamatorio de un servidor fuera de Australia como si hubiera sido publicado en Australia cuando alguien lo descarga o lee en Australia.
Gorton contra la Comisión Australiana de Radiodifusión y Anor (1973) 1 ACTR 6
Según la Ley de Difamación de 2005 (Nueva Gales del Sur), artículo 32, una defensa contra la difamación es que el acusado no sabía, ni debería razonablemente haber sabido de la difamación, y la falta de conocimiento no se debió a la negligencia del acusado.

### Italia
La Directiva de Comercio Electrónico de 2000 (Directiva de Comercio Electrónico) ha sido implementada en Italia mediante el Decreto Legislativo n.º 70 de 2003. Las disposiciones proporcionadas por Italia están sustancialmente en consonancia con las previstas a nivel de la UE. Sin embargo, al principio la jurisprudencia italiana había trazado una línea entre los llamados proveedores de alojamiento "activos" y los proveedores de servicios de Internet "pasivos", argumentando que los proveedores de servicios de Internet "activos" no se beneficiarían de la excepción de responsabilidad prevista por la legislación. Decreto núm. 70. Según esa jurisprudencia, un ISP se considera activo siempre que realiza operaciones sobre el contenido proporcionado por el usuario, por ejemplo, si modifica el contenido o lo enriquece. En determinados casos, los tribunales han declarado responsables a los ISP del contenido del usuario por el mero hecho de que dicho contenido haya sido organizado o enriquecido de algún modo por el ISP (por ejemplo, organizando el contenido en bibliotecas o categorías, etc. o monetizado mostrando anuncios).

### Nueva Zelanda
No investigar el material o no hacer preguntas al usuario en cuestión puede constituir negligencia en este contexto: Jensen contra Clark [1982] 2 NZLR 268.

### Francia
La Directiva 2000/31/CE fue incorporada a la legislación mediante la Ley de Confianza en la Economía Digital (LCEN). En virtud del artículo 6 de esta ley, se establece un refugio seguro para los proveedores de servicios de alojamiento, siempre y cuando cumplan con ciertas reglas específicas.
En LICRA contra Yahoo!, el Tribunal Superior ordenó a Yahoo! tomar medidas positivas para filtrar los recuerdos nazis de su sitio de subastas. Yahoo!, Inc. y su entonces presidente Timothy Koogle también fueron acusados penalmente, pero fueron absueltos.

### Alemania
En 1997, Felix Somm, ex director general de CompuServe Alemania, enfrentó acusaciones por presunta violación de las leyes alemanas sobre pornografía infantil debido al contenido que la red de CompuServe permitía llegar a Alemania. Fue declarado culpable y condenado a dos años de libertad condicional el 28 de mayo de 1998. Sin embargo, posteriormente, el 17 de noviembre de 1999, fue absuelto en apelación.
El Tribunal de Apelación Oberlandesgericht (OLG) de Colonia determinó que un subastador en línea no está obligado de manera activa a verificar la autenticidad de los productos (Az 6 U 12/01).
En un caso específico, el tribunal de distrito de primera instancia de Hamburgo emitió una orden de restricción temporal que requiere que el operador del foro de mensajes Universal Boards revise todos los comentarios antes de su publicación, con el fin de prevenir la difusión de mensajes que inciten a otros a descargar archivos perjudiciales. El tribunal argumentó que "la editorial debe ser considerada responsable de la difusión de dicho material en el foro, independientemente de si conocía o no el contenido".

### Reino Unido
Las leyes de calumnia y difamación considerarán a un divulgador de información como si hubiera "publicado" el material difamatorio publicado por un usuario. En este caso, la responsabilidad recae en el acusado, quien debe demostrar que no tenía conocimiento de que la publicación era difamatoria y que no actuó con negligencia al no estar al tanto. Este principio se ha establecido en casos judiciales como Goldsmith contra Sperrings Ltd (1977) 2 Todos ER 566, Vizetelly contra Mudie's Select Library Ltd (1900) 2 QB 170, y Emmens contra Pottle & Ors (1885) 16 QBD 354.
En una demanda contra el operador de un sitio web, la defensa de demostrar que no fue el operador quien publicó la declaración en el sitio web puede ser válida. Sin embargo, esta defensa puede fracasar si el demandante no puede identificar a la persona que realmente publicó la declaración, o si el demandante notificó al operador con una queja y este no respondió de acuerdo con las regulaciones aplicables. En tales casos, la responsabilidad legal puede recaer en el operador del sitio web.

## Otras lecturas
- Roberts, Jeff John (Diciembre 2019). «Tech's Legal Shield Tussle». Fortune (Papel) (New York City: Fortune Media (USA) Corporation): 33-34. ISSN 0015-8259.